# 八寶宮
21°56′33″N 120°47′56″E / 21.942591°N 120.798765°E
八寶宮，是位於臺灣屏東縣恆春鎮墾丁大灣沙灘前的有應公廟偏殿，以祀八寶公主知名。

## 歷史

### 日治時期
據墾丁人張新傳的回憶，大約1931年，父親張添山在墾丁大灣採取咾咕石作建材時，無意在石縫發現某骨骸，遂買甕裝入，置於在此祠內。二、三年之後，張新傳堂叔張國仔，無故發瘋去縱火燒屋。日本人建議眾人捐款蓋屋，將其關住。張國仔親戚請來乩童問事，透過翻譯，結果是說在幾百年前有某位紅毛公主在墾丁被殺，沒船可歸故鄉，因此遊魂不散而作祟。眾人決定燒紙船送她出海。
張國仔在當紙船一出海時即病情好轉，但僅過一週就舊病復發。乩童答是因紙船在海中打轉所以無法回去，又說紅毛公主想長留此地，要求該祠必須讓出三分之一。眾人於是把疑似紅毛公主的骨骸獨立祭拜。後來，張國仔於現在的墾丁國家公園門口附近自殺身亡。

### 戰後時期
約1961年左右，原先膝蓋受傷屢治不癒的車城鄉警察林連丁為了還願，重建此廟，除自身捐款外還遊說墾丁士紳募款。重建時，在旁另建屋子以供奉紅毛公主。完成之後，龜仔甪（恆春鎮墾丁里社頂）一名叫張子的女乩童，稱在萬應公祠旁的紅毛公主的名號是「八寶公主」。
從此，原先名稱是出自戲劇的八寶公主，便取代紅毛公主，後來傳說越多采多姿，還傳說公主身懷八樣寶物。此祠供奉八寶公主的側殿又稱「八寶宮」、「八寶公主廟」、「八寶宮主祠」。為了防止骨灰地盜回家中供奉，墾丁里長劉南成便加裝鐵楣杆並上鎖。
約1981年，由地方人士共同再度翻建此祠，後把埋在海沙中的木船殘骸挖起置於祠前，作為供人憑弔公主的傳奇。台灣大學教授李光周曾想對該船進行考古，尚未證實即因病去世。墾丁藝人蔡成雄參考友人從荷蘭帶回來的畫片，畫成八寶公主的油畫像，複製像原置於祠內但沒幾日即告遺失，原作則仍存於蔡成雄家中。
2008年7月，屏東一名八旬歲老婦人在墾丁社頂山區走失，被尋獲時自稱遇到魔神仔，又加上當地乩童作驚人之語，讓社頂部落人心惶惶，認為是八寶公主要報復百年之仇。該部落因此在同年9月15日，以觀音當公親、土地公見証，到八寶公主廟「締約談和」後，作灑淨召請引魂儀式，在社頂一心寺進行多天的梁皇寶懺、焰口法會。後來，該部落在當年竟獲得全國特優，得以去荷蘭烏特勒支旅行，剛好是傳說八寶公主的出身地。
2016年3月28日凌晨，此祠的木船殘骸被燒毀，是因為常有信眾將點燃的香插在上面。廟方決定繼續保留殘餘木材，繼續保留八寶公主的傳說。
醫師陳耀昌因為此廟歷史而踏上台灣史研究，認為八寶公主很可能是羅妹號的船長夫人梅西·杭特（Mercy G. Beerman Hunt），後來在2016年出版《傀儡花》。

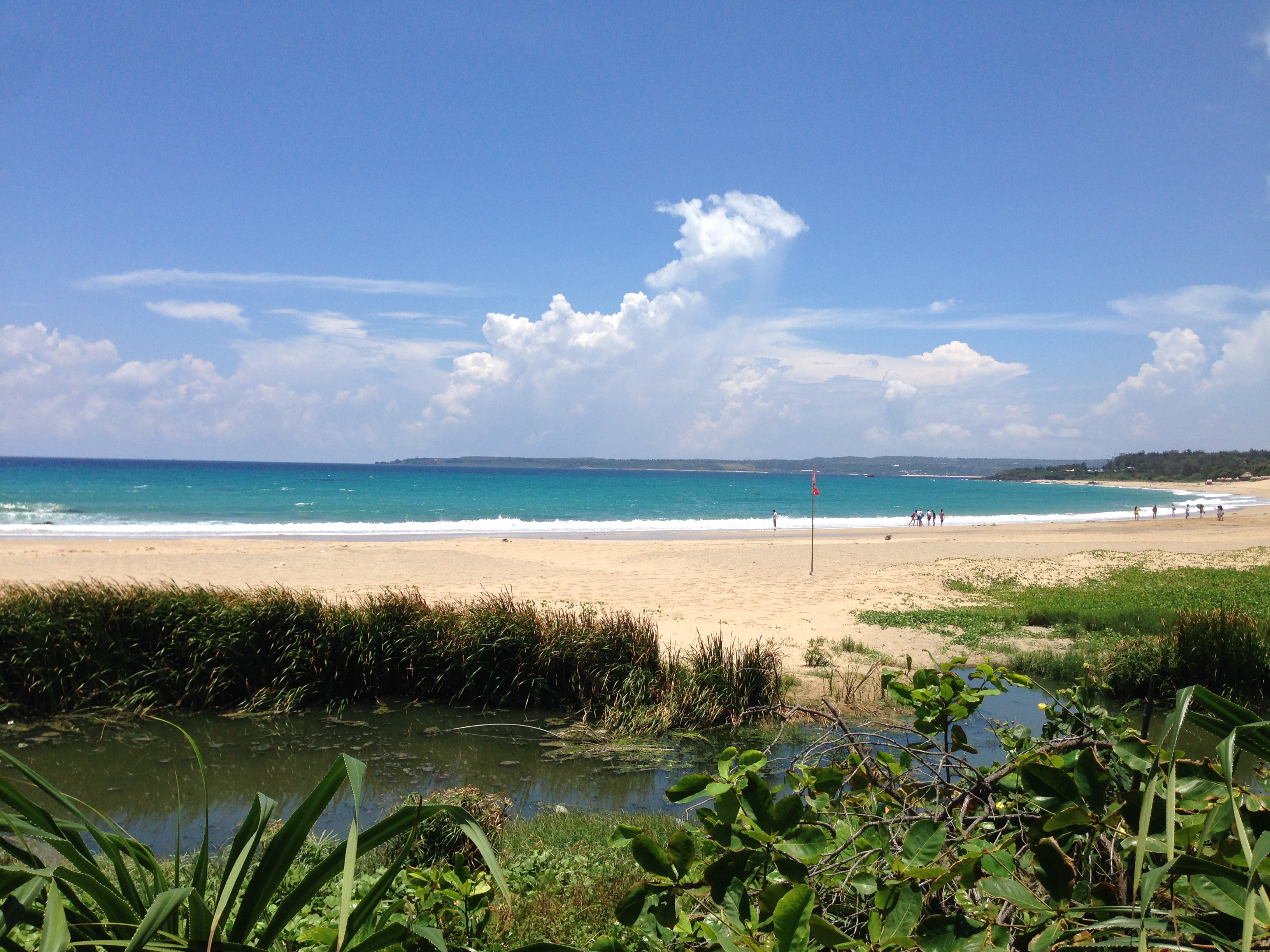
祠前為墾丁大灣沙灘，為墾丁海水浴場區域。因夏季水流量減少加上墾丁大街汙水排入，在末口溪形成氣味難聞的積水。

## 祭祀
主祀萬應公、右祀土地公、左祀八寶公主。以前居民大多以捕魚為生，出海前必在墾丁大灣沙灘前的此廟先祭拜萬應公和土地公，以祈求豐收及平安。
於供品方面，係以咖啡、紅酒及女性用品供奉八寶公主。

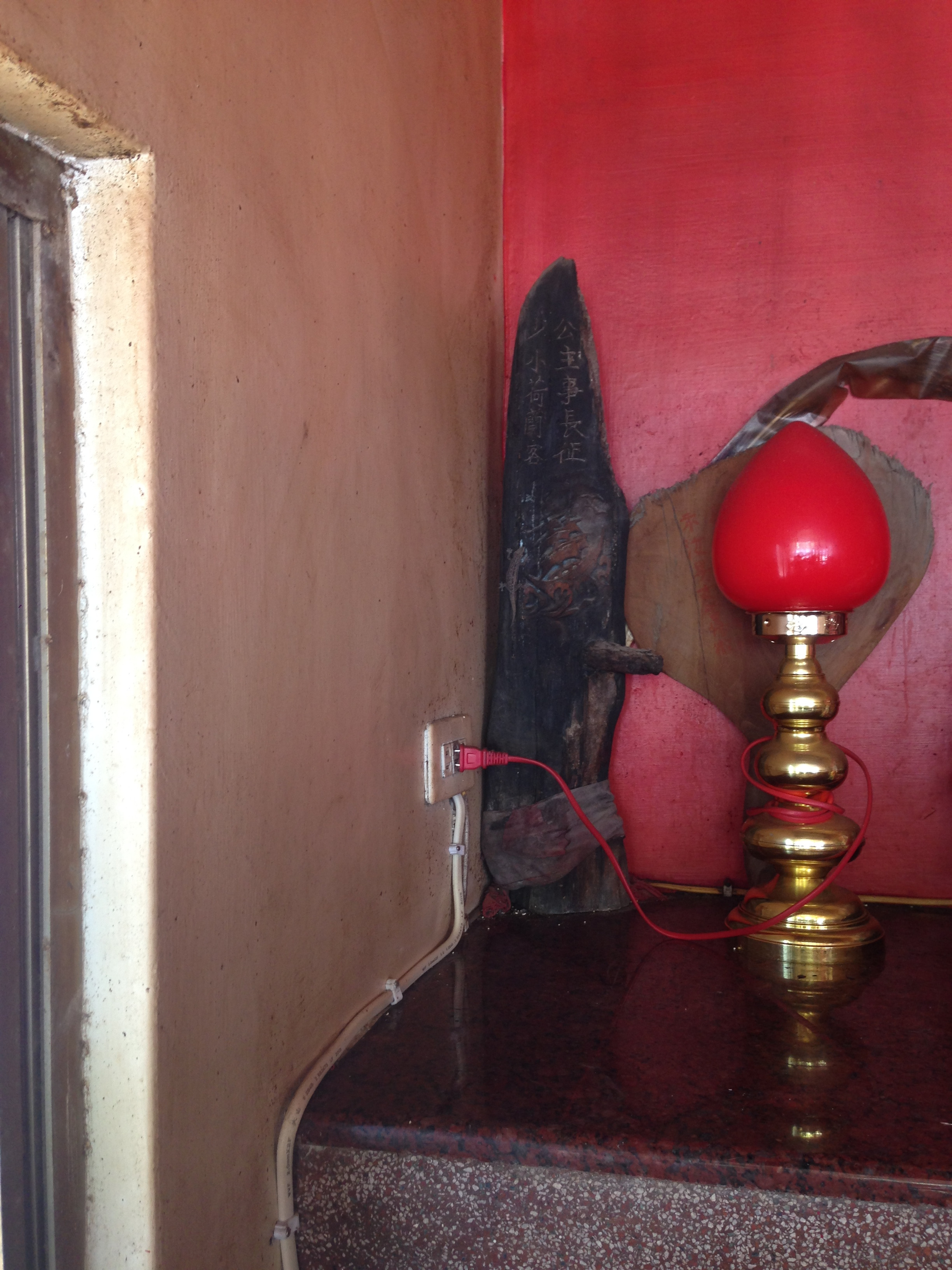
木船殘骸
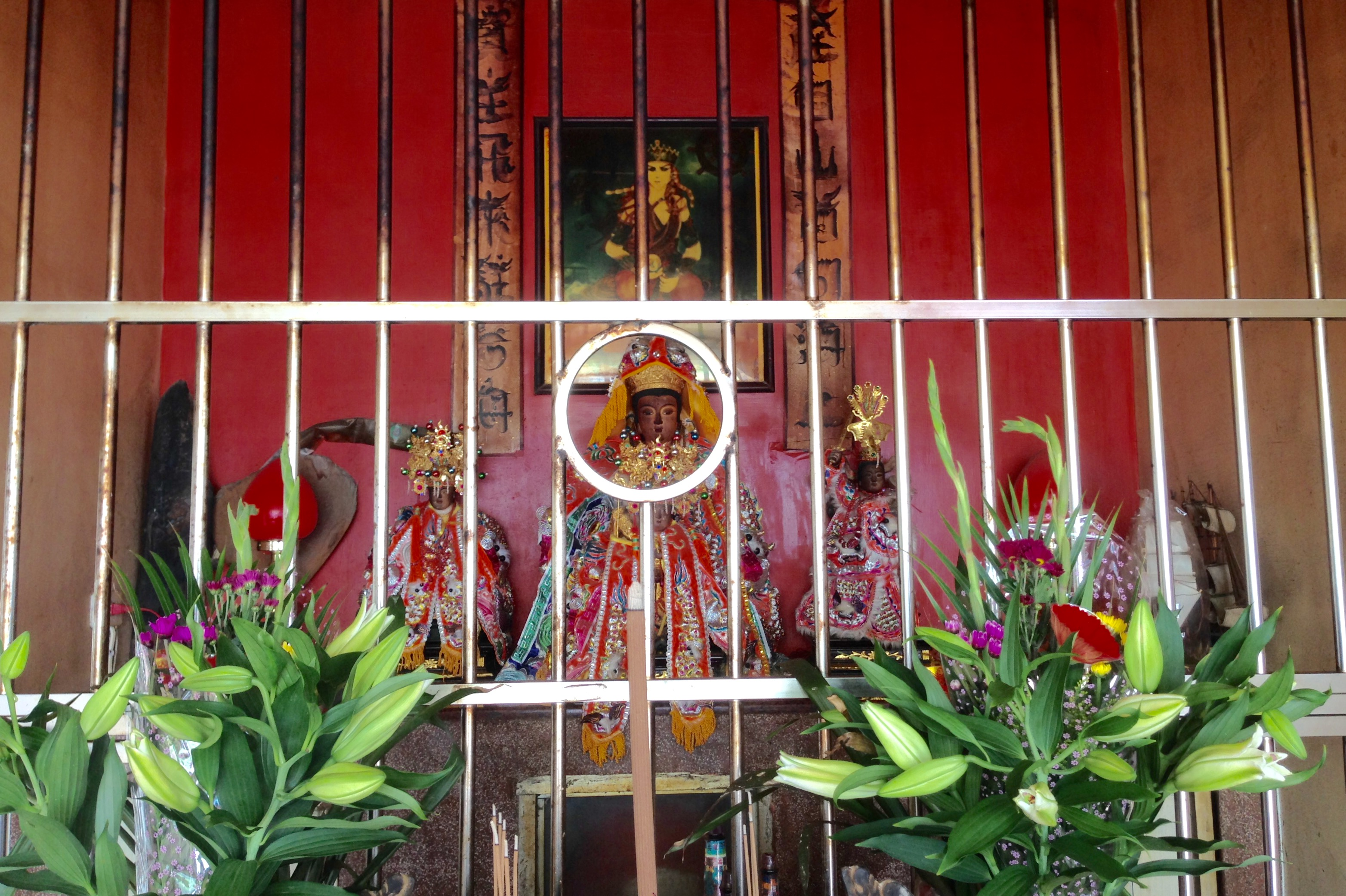
八寶公主神像
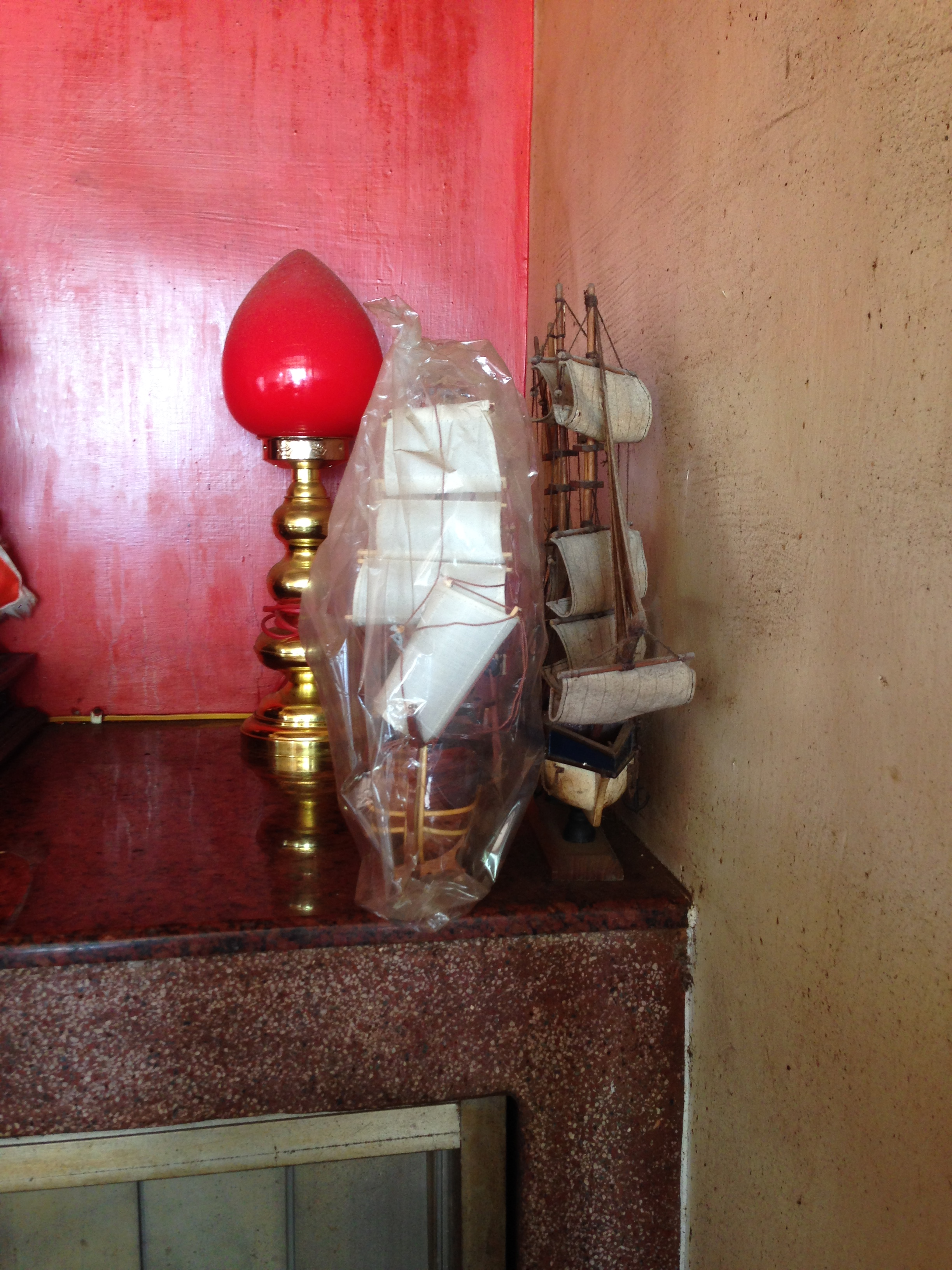
帆船模型